# Немања Радовић
Немања Радовић (Бијело Поље, 11. новембар 1991) црногорски је кошаркаш. Игра на позицијама крила и крилног центра, а тренутно наступа за Мурсију.

## Kаријера
Кошарку је почео да игра у млађим категоријама КК Центра из Бијелог поља. Након тога је наступао за црногорске клубове Морнар и Будућност. За сезону 2012/13. долази у Вршац. У Вршцу се истакао сјајним партијама, бележећи просечно 15,5 поена и 8,7 скокова. У априлу 2013. отишао је у грчки КАОД и тамо се задржао до краја те сезоне. У јуну 2013. потписао је уговор са Мега Визуром. Напустио је Мегу у фебруару 2014. и потписао за шпанску Мурсију. У сезони 2017/18. бранио је боје Обрадоира. У јуну 2018. потписује за Сарагосу 2002. Провео је две сезоне у Сарагоси, а од јула 2020. је поново играч Мурсије.